# Niedorp
Niedorp (tiếng Tây Frisia: Nierup) là một đô thị ở tỉnh Noord-Holland của Hà Lan và vùng  Tây-Frisia. Niedorp, cũng như Barsingerhorn, nằm ở đô thị Niedorp, đã nhận được tư các thành phố năm 1415.

## Các trung tâm dân cư
Đô thị Niedorp bao gồm các trung tâm dân cư sau: Barsingerhorn, Haringhuizen, Kolhorn, Lutjewinkel, Nieuwe Niedorp, Oude Niedorp, 't Veld, Winkel, Zijdewind.